# Ahmat Fatime
Ahmat Darkou Fatime (1 de diciembre de 1995) es una deportista chadiana que compite en lucha libre. Ganó una medalla de bronce en el Campeonato Africano de Lucha de 2014.

## Palmarés internacional
| Campeonato Africano | Campeonato Africano | Campeonato Africano | Campeonato Africano |
| Año                 | Lugar               | Medalla             | Categoría           |
| ------------------- | ------------------- | ------------------- | ------------------- |
| 2014                | Túnez (Túnez)       | Medalla de bronce   | 75 kg               |